# ケリー・クラーク
ケリー・クラーク（Kelly Clark、1983年7月26日 - ）は、アメリカ合衆国、バーモント州ドーバー出身の女性スノーボード選手。オリンピック、Winter X Gamesの金メダリスト。

## 人物
7歳からスノーボードをはじめ1999年から世界を転戦する。2000年2月ドイツベルヒテスガーデンで行われた世界ジュニア選手権で優勝。2001年よりマウント・スノー・アカデミーでトレーニングを積み同年3月サンデーリバーにて全米チャンピオンとなった。冬季オリンピックのハーフパイプ種目では、ソルトレイクで金メダル、バンクーバー、ソチで銅メダルを獲得した。史上初のスノーボード種目5大会連続の冬季オリンピック出場となった平昌オリンピックでは4位だった。